# Сакаи (река)
Сакаи (яп. 境川; в низовье Катасэ, яп. 片瀬川) — река в центральной Японии, находится примерно в 50 километрах к юго-западу от Токио. Длина — 52,1 км. Площадь бассейна — 210,7 км². Впадает в залив Сагами Тихого океана.

## Катасэ
Катасэ это 3-х километровая часть низовий реки Сакаи от впадения реки Касио.
Название реки относится к холмам Катасэ (片瀬山), по которым протекает река.
Берега Катасэ подвержены наводнениям, особенно весной и в течение сезона тайфунов, поэтому в качестве защиты города были заключены в бетон в послевоенный период. Ныне уровень воды в реке также поднимается, но не выходит из берегов, как ранее.